# Славатиче-Кольонія
Славатиче-Кольонія (пол. Sławatycze-Kolonia) — село в Польщі, у гміні Славатичі Більського повіту Люблінського воєводства.
У 1975-1998 роках село належало до Білопідляського воєводства.